# Герициевые
Гери́циевые (лат. Hericiaceae) — семейство грибов порядка сыроежковых (лат. Russulales).

## Морфология
Плодовые тела коралловидные, с шиповатым гименофором. У представителей семейства имеются глеоцистидные гифы, накапливающие маслянистые вещества. Споры амилоидные. Встречается в северных регионах с умеренным климатом и развиваются на гниющей древесине.

## Представители
- Hericium — Гериций
  - Hericium abietis
  - Hericium alpestre
  - Hericium americanum — Гериций американский
  - Hericium botryoides
  - Hericium clathroides
  - Hericium coralloides — Гериций коралловидный
  - Hericium erinaceus — Гериций гребенчатый

- Laxitextum
  - Laxitextum bicolor
  - Laxitextum incrustatum
  - Laxitextum lutescens

- Creolophus — Креолофус
  - Creolophus cirrhatus — Креолофус усиковый (= Hericium cirrhatum)

- Dentipellis
  - Dentipellis dissita
  - Dentipellis fragilis
  - Dentipellis microspora
  - Dentipellis parmastoi
  - Dentipellis separans